# Liste von Denkmalen für die Revolution 1848/1849 (Deutscher Bund)
Diese Liste nennt Denkmale, die an die Revolution 1848/1849 in den Staaten des Deutschen Bundes erinnern. Sie ist nicht vollständig.

## Hintergrund
Die Revolution 1848/1849 endete in der Reaktionsära. Entsprechend gab es kaum zeitgenössische Denkmale, die an die Errungenschaften der Revolution erinnerten. Die bestehenden Denkmale in Deutschland erinnern überwiegend an die Opfer der Revolution. Dies sind zum einen die Märzgefallenen aber auch Soldaten und Bürger, die in den militärischen Einsätzen während der Revolution gefallen sind. Im deutschen Kaiserreich kam noch das Motiv hinzu, die Schleswig-Holsteinische Erhebung als Vorgänger der Einigungskriege zu betrachten und entsprechend zu würdigen. Die Denkmäler für diesen Krieg sind nicht hier, sondern unter Schleswig-Holsteinische Erhebung#Denkmäler dargestellt.

## Liste
| Land        | damaliger Staat       | Ort/Lage | Denkmal | Baujahr                                             | Widmung | Bild           |
| ----------- | --------------------- | --- | --- | --------------------------------------------------- | --- | -------------- |
| Deutschland | Preußen               | Berlin 52° 31′ 28″ N, 13° 26′ 11″ O                                                                           | Friedhof der Märzgefallenen | 1848                                                | Märzgefallene | weitere Bilder |
| Deutschland | Preußen               | Berlin Verschiedene Standorte, hier beispielhaft Deutscher Dom 52° 30′ 46″ N, 13° 23′ 34″ O                   | Friedhof der Märzgefallenen | 1998                                                | Im Berlin-Mitte wurde eine Reihe von Gedenktafeln zum 150. Jahrestag der Revolution im Jahr 1998 installiert (siehe auch Liste der Gedenktafeln in Berlin-Mitte).                                                           |                |
| Deutschland | Freie Stadt Frankfurt | Frankfurt am Main Paulskirche 50° 6′ 39″ N, 8° 40′ 52″ O                                                      | Bronzetafeln an der Paulskirche | 1898                                                | Zusammentritt der Nationalversammlung | [ 3 ]          |
| Deutschland | Freie Stadt Frankfurt | Frankfurt am Main Paulsplatz 50° 6′ 39″ N, 8° 40′ 52″ O                                                       | Einheitsdenkmal | 1903                                                | Vorkämpfer der deutschen Einheit, darunter die Kämpfer in der Schleswig-Holsteinischen Erhebung | weitere Bilder |
| Deutschland | Freie Stadt Frankfurt | Frankfurt am Main Hauptfriedhof 50° 8′ 1″ N, 8° 41′ 5″ O                                                      | Denkmal für die Gefallenen aus dem Volke |                                                     | Septemberunruhen: Denkmal für die Gefallenen aus dem Volke, Denkmalschutz | weitere Bilder |
| Deutschland | Freie Stadt Frankfurt | Frankfurt am Main Hauptfriedhof 50° 8′ 1″ N, 8° 41′ 5″ O                                                      | Denkmal der gefallenen Offiziere und Soldaten |                                                     | Septemberunruhen: Denkmal für die ermordeten Abgeordneten Hans von Auerswald, Felix von Lichnowsky und 12 beim Aufstand getötete Soldaten, siehe auch Revolution von 1848/1849 in der Freien Stadt Frankfurt, Denkmalschutz | weitere Bilder |
| Deutschland | Großherzogtum Baden   | Freiburg im Breisgau Schwabentor 47° 59′ 34″ N, 7° 51′ 15″ O                                                  | Gedenktafel |                                                     | Sturm auf Freiburg |                |
| Deutschland | Großherzogtum Baden   | Freiburg-Günterstal 47° 58′ 15″ N, 7° 51′ 7″ O                                                                | Gedenkstein für die bei der Niederschlagung des Heckeraufstandes gefallenen Soldaten Sebastian Fleuchaus und Johann Keller (5. Kompanie des 4. Infanterieregiments) | 1858                                                | Sturm auf Freiburg |                |
| Deutschland | Großherzogtum Hessen  | Hirschhorn 49° 26′ 44″ N, 8° 52′ 43″ O                                                                        | Freischärlergrab Hirschhorn | 1849                                                | Kämpfe in Südhessen und Baden |                |
| Deutschland | Preußen               | Lübben (Spreewald) Puschkinallee 51° 56′ 13″ N, 13° 53′ 25″ O                                                 | Gedenkstein „Den Märzgefallenen“ |                                                     | Märzgefallene | weitere Bilder |
| Deutschland | Königreich Sachsen    | Freiberg Schloßplatz 50° 55′ 11″ N, 13° 20′ 24″ O                                                             | Denkmal für die Revolution 1848/49, erschaffen von Gottfried Kohl, Denkmalschutz                                                                                    | 1948                                                | Revolution 1848/49 |                |
| Österreich  | Kaisertum Österreich  | Wien Wiener Zentralfriedhof (11., Zentralfriedhof, Grabstelle Gruppe 26, Nummer 1) 48° 9′ 0″ N, 16° 26′ 52″ O | Opfer der Märzrevolution 1848 | 1864 (1888 vom Schmelzer Friedhof hierher versetzt) | Opfer der Märzrevolution 1848 | weitere Bilder |
| Österreich  | Kaisertum Österreich  | Wien Schmelzer Friedhof Märzpark 48° 12′ 6″ N, 16° 20′ 8″ O                                                   | Opfer der Märzrevolution 1848 |                                                     | Opfer der Märzrevolution 1848, Gedenkstein anstelle des 1888 vom Schmelzer Friedhof zum Zentralfriedhof versetzten Denkmals                                                                                                 | weitere Bilder |